# Капелла Торнабуони
Капелла Торнабуони — капелла во флорентийской церкви Санта-Мария-Новелла, украшенная фресками Доменико Гирландайо по заказу Джованни Торнабуони, родственника Лоренцо Великолепного и главы филиала банка Медичи в Риме.
Художник вместе со своей обширной мастерской приступил к росписи хора осенью 1485 года и закончил её в декабре 1490 года. Этот цикл площадью около 580 м². является крупнейшим во Флоренции XV века. Иконографически он не выходит за пределы традиции. Боковые стены посвящены жизни Марии и Иоанна Крестителя и, как повелось со времён Джотто, разделены на четыре регистра. Слишком протяжённые горизонтали были поделены на две композиции, из которых каждая была обрамлена изображёнными пилястрами, и поэтому воспринималась как самостоятельная картина. В двух нижних регистрах они были построены как архитектурно-интерьерные сцены, где зачастую главная роль отводилась портретным фигурам. Джорджо Вазари перечисляет изображённых и хвалит их за натуроподобие. Известно, что многие портреты на этих фресках в 1561 году были опознаны одним стариком из семьи Торнаквинчи, действительно заставшим некоторых людей с этой росписи ещё живыми. Его сведения (более точные, чем у Вазари) были записаны и сохранились.

## Фрески

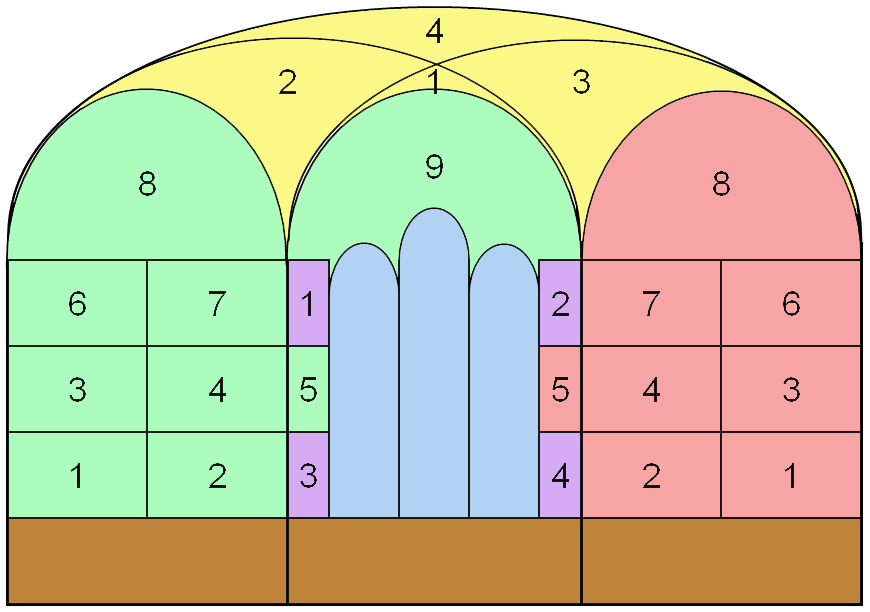

### Левая стена
| История Девы Марии | |
| --- | --- |
| | |
| Смерть и вознесение Марии | |
| | |
| Поклонение волхвов | Избиение младенцев |
| | |
| Введение во Храм | Обручение Марии |
| | |
| Изгнание Иоакима из Храма Левая группа фигур — представители молодого поколения семьи Торнабуони: Лоренцо (наследник), Пьеро (его двоюродный брат), Джаноццо Пуччи и Алессандро Нази (жених его сестры Лодовики). В правой части фрески — известный групповой портрет семьи художника — Давид и Доменико Гирландайо, их отец Томмазо (между ними) и шурин Бастиано Майнарди. | Рождество Девы Марии Во главе 4-х дам, пришедших навестить роженицу, изображена Лодовика Торнабуони (единственная дочь заказчика) |

### Алтарная стена
| Доминиканские святые                   | и донаторы                     |  |
| -------------------------------------- | ------------------------------ |  |
|                                        |                                |  |
| Коронование Марии                      |                                |  |
|                                        |                                |  |
| Святой Доминик испытывает книги в огне | Убийство св. Петра Мученика    |  |
|                                        |                                |  |
| Благовещение                           | Св. Иоанн Креститель в пустыне |  |
|                                        |                                |  |
| Донатор Джованни Торнабуони            | Его жена, Франческа Питти      |  |

### Правая стена
| История Иоанна Крестителя | |
| --- | --- |
| | |
| Пир Ирода | |
| | |
| Крещение | Проповедь Иоанна Крестителя |
| | |
| Захария даёт имя сыну | Рождество Иоанна Крестителя Изображены Джованна и Лукреция Торнабуони. |
| | |
| Встреча Марии и Елизаветы Изображена рано умершая невестка заказчика Джованна Альбицци, её сопровождает его сестра, пожилая Дианора Торнабуони | Благовещение Захарии Всего изображено 25 портретных фигур, собранных в 6 групп. Прямо за спиной ангела (слева направо) гонфалоньер Джованни Торнабуони, Пьетро Пополески, Джировламо Джакинотти и Леонардо Торнабуони (отец Джованны). За ними в глубине — Джанбаттиста Торнабуони, Луиджи Торнабуони, Вьери Торнаквинчи, Бенедетто Деи и священник церкви Сан Лоренцо (фамильной церкви Медичи). Под ними на переднем плане — члены платоновской академии Марсилио Фичино, Кристофоро Ландино, Анджело Полициано, Джентили де Бекки. По другую сторону от стены, двумя ступенями ниже — более далекие родственники: Джулиано Торнабуони, Джованни Торнаквинчи, Джанфранческо, Джироламо и Симоне Торнабуони. Под ними полуфигурами молодые управляющие банка Медичи: Фередрико Сассетти, Андреа Медичи и Джанфранческо Ридольфи. Четыре девушки под аркой справа — дочери Торнабуони и Торнаквинчи. |

## Пандативы свода

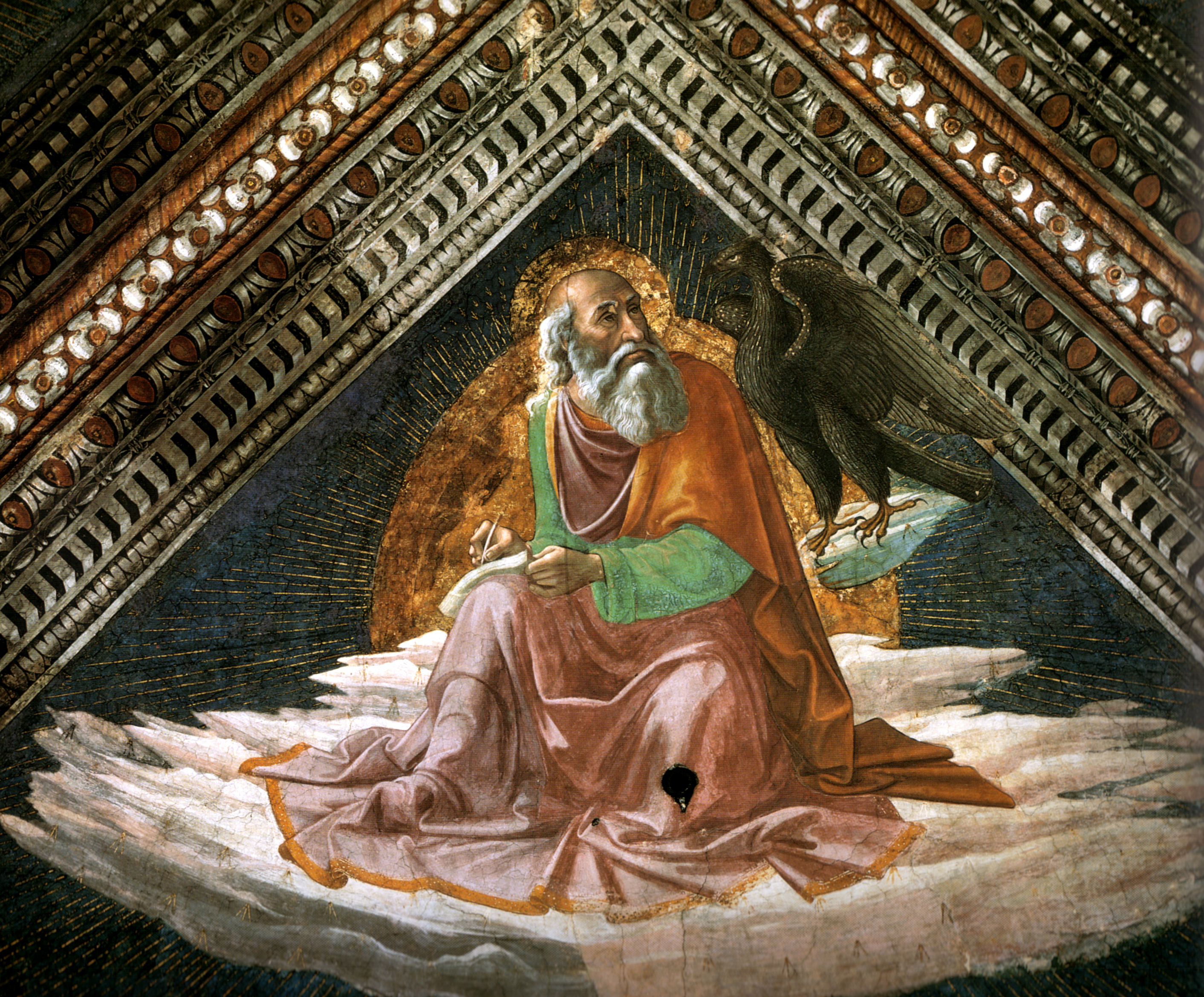
Святые евангелисты Иоанн
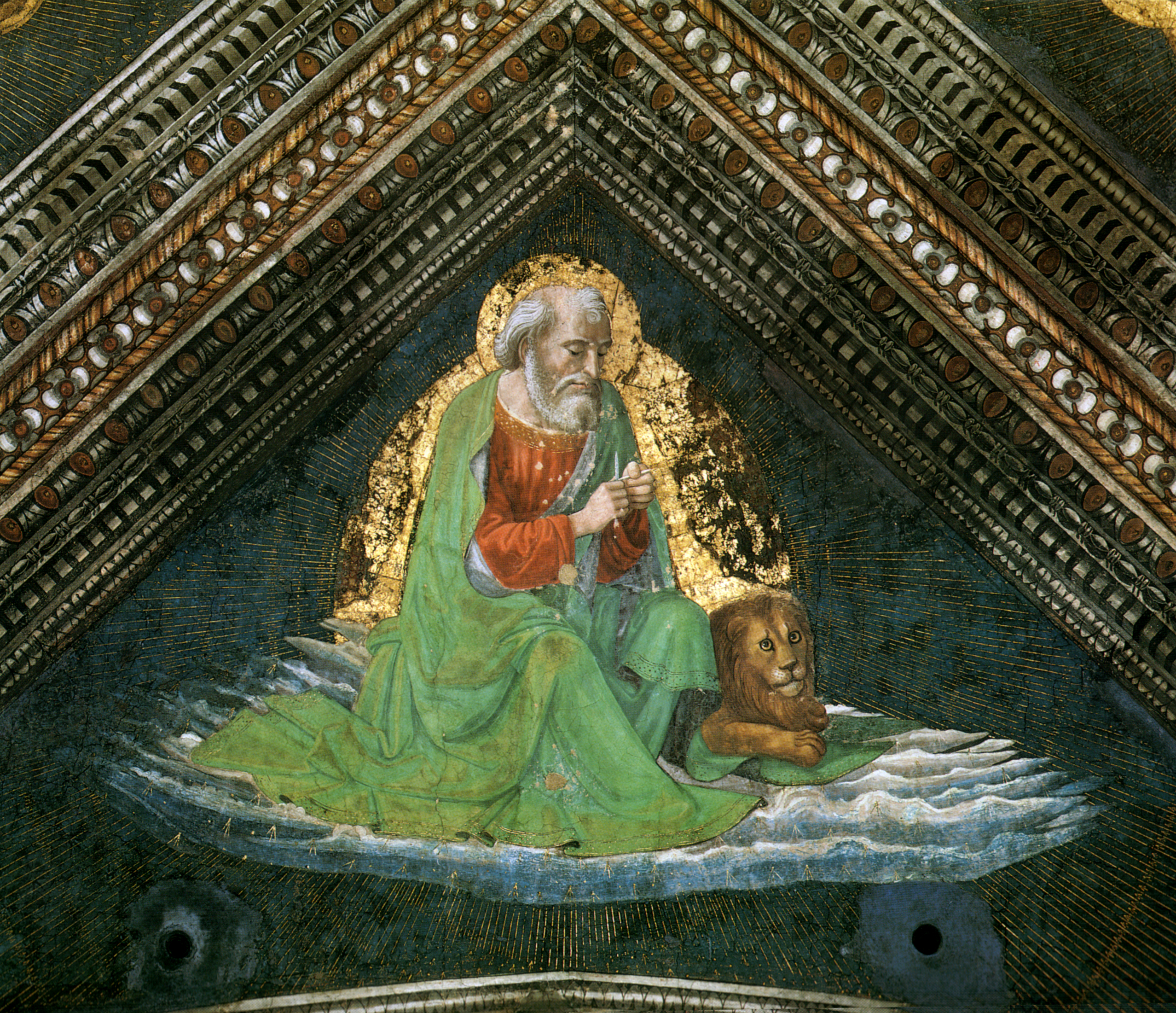
Марк
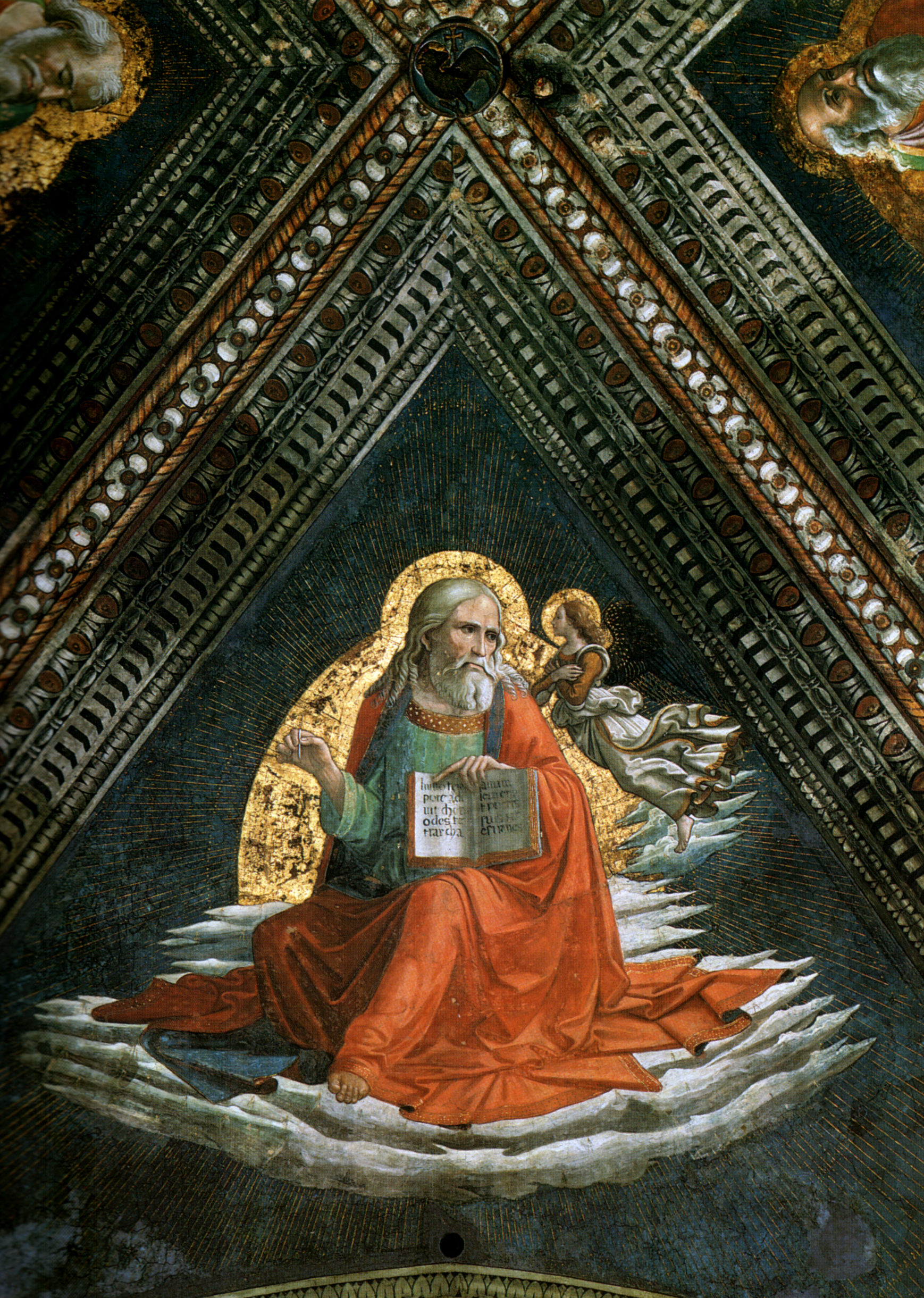
Матфей
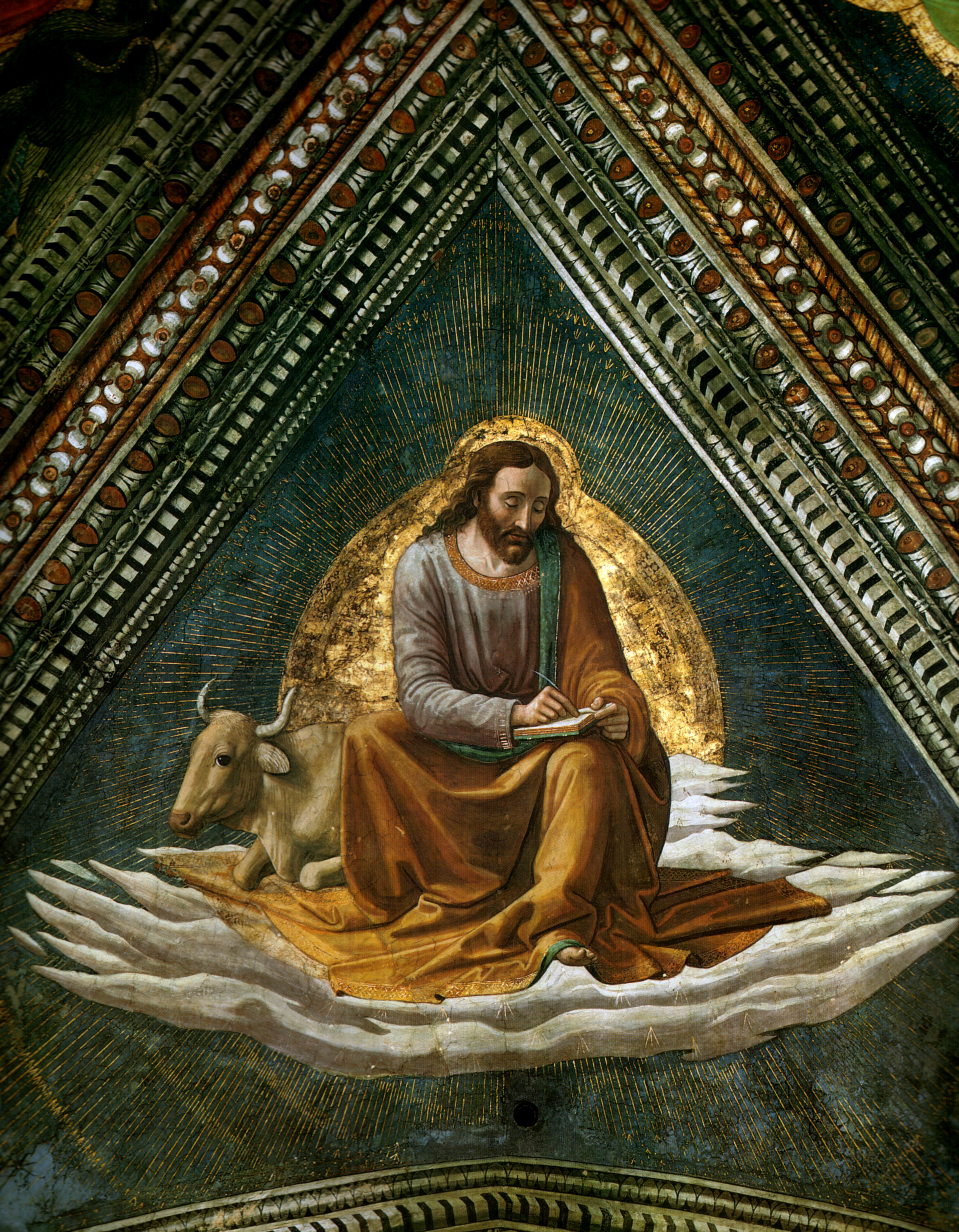
Лука